# Betelpeppar
Betelpeppar (Piper betle) är en pepparväxtart som beskrevs av Carl von Linné.
Betelpeppar ingår i släktet Piper och familjen pepparväxter. Inga underarter finns listade i Catalogue of Life.